# Irina Jázova
Irina Víktorovna Jázova –en ruso, Ирина Викторовна Хазова– (Sarov, URSS, 20 de marzo de 1984) es una deportista rusa que compitió en esquí de fondo. 
Participó en dos Juegos Olímpicos de Invierno, en los años 2010 y 2014, obteniendo una medalla de bronce en Vancouver 2010, en la prueba de velocidad por equipo (junto con Natalia Korosteliova).

## Palmarés internacional
| Juegos Olímpicos | Juegos Olímpicos   | Juegos Olímpicos  | Juegos Olímpicos     |
| Año              | Lugar              | Medalla           | Prueba               |
| ---------------- | ------------------ | ----------------- | -------------------- |
| 2010             | Vancouver (Canadá) | Medalla de bronce | Velocidad por equipo |